# Dolžanskij rajon
Il Dolžanskij rajon (in russo Должанский район?) è un rajon dell'Oblast' di Orël, nella Russia europea; il capoluogo è Dolgoe.